# Isepeolus luctuosus
Isepeolus luctuosus är en biart som först beskrevs av Maximilian Spinola 1851.  Isepeolus luctuosus ingår i släktet Isepeolus och familjen långtungebin. Inga underarter finns listade i Catalogue of Life.